# Nine Sols
Nine Sols — компьютерная игра в жанре экшен-платформера, разработанная тайваньской студией Red Candle Games и выпущенная 29 мая 2024 на платформу Windows. 26 ноября 2024 года игра вышла на платформы PlayStation 5, Xbox Series X/S, PlayStation 4, Xbox One, Nintendo Switch. Разработчики описывают сеттинг игры как «таопанк».

## Игровой процесс
Nine Sols — 2D-платформер. В игре доступна система прокачки: по мере того, как персонаж побеждает боссов и выполняет задания от неигровых персонажей, он становится сильнее.

## Разработка
В декабре 2021 разработчики анонсировали игру, выпустив 12-секундный ролик на YouTube, названный «Work in Progress».
В марте 2022 разработчики организовали краудфандинговую компанию по сбору средств для финансирования проекта, запросив сумму в 3 миллиона тайваньских долларов. Нужные средства были собраны менее чем за сутки. Во время сбора средств была выпущена демо-версия игры.
29 марта 2022 был выпущен тизер-трейлер, демонстрирующий игровой процесс.

## Отзывы и продажи

### Отзывы критиков
| Сводный рейтинг       | Сводный рейтинг          |
| Агрегатор             | Оценка                   |
| --------------------- | ------------------------ |
| Metacritic            | 84/100 (PC) 86/100 (PS5) |
| OpenCritic            | 98 %                     |
| «Критиканство»        | 81/100                   |
| Иноязычные издания    |                          |
| Издание               | Оценка                   |
| Edge                  | 8/10                     |
| GamesRadar+           | [ 13 ]                   |
| Hardcore Gamer        | 4,5/5                    |
| Nintendo Life         | 8/10                     |
| PC Gamer (US)         | 92/100                   |
| Push Square           | 9/10                     |
| IGN (Испания)         | 8/10                     |
| IGN (Германия)        | 9/10                     |
| Русскоязычные издания |                          |
| Издание               | Оценка                   |
| 3DNews                | 9/10                     |
| GameMAG.ru            | 7/10                     |
| StopGame.ru           | «Изумительно»            |

Nine Sols получила «в основном положительные отзывы» от критиков, согласно агрегатору рецензий Metacritic. По данным OpenCritic, 98 % критиков рекомендовали эту игру. 
Ник Рубен из Rock Paper Shotgun отметил, что ранее избегал платформеров, но геймплей Nine Sols изменил его отношение к жанру. Несмотря на высокую сложность, он заявил, что игра заставляла его чувствовать себя непобедимым, и похвалил её за обилие креативных решений. Эбби Стоун из PC Gamer сравнила боевую систему с Sekiro: Shadows Die Twice, отметив, что механика парирования удачно адаптирована в 2D-формат. Она также положительно оценила научно-фантастический сюжет игры и назвала её «мастерской метроидванией». Хирун Крайер из GamesRadar+ положительно оценил боевую систему игры, отметив её сочетание элементов метроидвании и Soulslike-игр. Он также похвалил сюжет, однако указал на несоответствие дизайна карты и наличие неуместных шуток.

### Продажи
29 мая 2025 года, к первой годовщине релиза игры, студия Red Candle Games сообщила, что Nine Sols была продана тиражом свыше 800 тысяч копий на всех платформах.